# أندي هوبر
أندي هوبر (بالإنجليزية: Andy Hopper)‏ هو عالم حاسوب بريطاني، ولد في 9 مايو 1953 في وارسو في بولندا.